# Portrait of My Mother's Chesterfield

Portrait of My Mother's Chesterfield est un fauteuil en polyéther conçue par l'artiste et architecte danois Gunnar Aagaard Andersen en 1964.

## Conception
Portrait of My Mother's Chesterfield a été conçu comme une expérience de mobilier en mousse de polyuréthane. Le siège se compose de plusieurs couches molles de mousse polymère, constituant une confrontation artistique avec le mobilier conservateur privilégié par la bourgeoisie en pleine effervescence. La chaise est entièrement composée de plusieurs couches de mousse de polymère liquide qui s'est rigidifiée afin de ressembler à une sorte de gâteau de décomposition ou à un meuble fondu que Salvador Dalí aurait pu peindre.

## Dans les collections muséales
Il figure notamment dans les collections du Museum of Modern Art de New York et du Designmuseum Danmark de Copenhague et est repris au Canon de la culture danoise (élaboré en 2006) dans la catégorie « design et artisanat ».